# Elecciones municipales de Avellaneda 1995
Véanse también: Elecciones legislativas de Argentina de 1995 y Elecciones presidenciales de Argentina de 1995
Las elecciones municipales de Avellaneda de 1995 se realizaron el 14 de mayo junto con las elecciones legislativas nacionales. En estos comicios, se renovó la mitad de los miembros del Concejo Deliberante y el Consejo Escolar de Avellaneda que fueron elegidos en las elecciones municipales de Avellaneda de 1991.

## Candidaturas y Resultados
Se presentaron 19 partidos o alianzas políticas en estas elecciones y sus resultados electorales fueron
|  | 44.94 % |

|  | 22.31 % |

|  | 21.58 % |

|  | 1.79 % |

|  | 0.82 % |

|  | 0.66 % |

|  | 0.52 % |

|  | 0.52 % |

|  | 0.25 % |

|  | 0.21 % |

|  | 0.16 % |

|  | 0.13 % |

| Partido político             | Concejales | Consejeros Escolares                                                    |
| ---------------------------- | --- | ----------------------------------------------------------------------- |
| Frente Justicialista Federal | -Guillermo Ramón Valcarce -Jorge Horacio Ferraresi -Norberto Hugo Villar -Armando Rubén Bertolotto -Bruno Della Picca -Jorge Luis Argento | -María Alicia Saraceno -Consuelo Herminia Rodon -Graciela N. Villanueva |
| Frente del País Solidario    | -Claudio Gustavo Yacoy -Julio Carlos Nuñez -Osvaldo Deza                                                                                  | -Silvia Graciela Cantero                                                |
| Unión Cívica Radical         | -José Alfredo Gallo Morando -Carlos Fernando Fernandez -Roberto Hugo Goenaga                                                              | -Mabel Barrios                                                          |